# Jann de Boer
Jann de Boer (7. Oktober 1897 – nach 1934) war ein deutscher Politiker und Kreisleiter der NSDAP im Gebiet der Stadt Emden.

## Werdegang
Bei Ausbruch des Ersten Weltkriegs verließ de Boer die Realschule und meldete sich als Kriegsfreiwilliger. Zum Ende des Jahres 1915 kam er an der Westfront zum Einsatz. Nach dem Kriegsende im Jahre 1918 ging er in die Lehre nach Holstein, um den Beruf des Landwirts zu erlernen.
Nach seinen eigenen Angaben will er drei Jahre lang den Bauernhof seines Vaters geleitet haben, um dann ab 1923 die Stelle des Geschäftsführers des Kreislandbundes Emden zu übernehmen. Schon früh wandte er sich den rechtskonservativen und völkischen Organisationen zu. So wurde er nach seinen Angaben im Juli 1923 Mitglied im Stahlhelm. Im Januar 1925 schloss er sich der Nationalsozialistischen Freiheitspartei bei der Ortsgruppe Emden an.
Zum 1. September 1931 trat er der NSDAP bei (Mitgliedsnummer 628.507). Im September 1931 wurde er auch Angehöriger der SA. Nach seinem Lebenslauf wurde er im gleichen Monat zu einer Haftstrafe von drei Monaten verurteilt, weil er gegen das „Gesetz zur Aufrechterhaltung von Ruhe und Ordnung“ verstoßen hatte. Allerdings will er von der Dauer der Haft nur acht Wochen im Gefängnis verbracht haben.
Von Januar bis September 1933 hatte er den Posten eines Kreisleiters der NSDAP in Emden inne. Im Juli 1933 wurde er zum Senator der Stadt Emden ernannt. Im September musste er sein Amt an den vorherigen Kreisleiter Johann Menso Folkerts zurückgeben. Dabei scheinen Vorwürfe von Folkerts über eine frühere Mitgliedschaft de Boers in einer Freimaurerloge eine Rolle gespielt zu haben, wie de Boer in einem Brief an den Reichsschatzmeister der NSDAP im Jahre 1937 darstellte. Am 1. November 1933 erfolgte eine Wegbeförderung zum SA-Sturmführer nach Oldenburg, wobei er in die Stellung eines Stabsführers der SA-Brigade 63 in Oldenburg-Friesland aufstieg.

## SA-Karriere und Dienstenthebung wegen Freimaurerei
Mit dem Datum des 19. März 1934 hatte ihm der Führer der SA-Brigade 63, Anton Bleeker, eine SA-Führerbeurteilung mit hervorragenden Noten gegeben. Nur zu Untergebenen müsse de Boer noch mehr Abstand wahren. Auch der Führer der SA-Gruppe Nordsee, Wilhelm Freiherr von Schorlemer, stimmte dieser Beurteilung Bleekers in einer Mitteilung vom 31. Mai 1934 an die SA-Obergruppe VI in Hannover-Linden zu, obwohl er Bedenken wegen de Boers früherer Logenmitgliedschaft hatte.
Wenig später wurde de Boer von seiner Dienststellung in der SA-Brigade 63 abgelöst, weil er aktiver Freimaurer sei. Ursache dieser Ablösung war ein Spitzelbericht des Geheimen Staatspolizeiamts an den Obersten SA-Führer in Berlin vom 13. April 1934. Er bezog sich auf den Bericht eines Agenten der Gestapo, der de Boer in der Johannisloge in Emden beobachtet hatte und dieses Ereignis mit einem Foto de Boers an die zuständige Dienststelle weitergeleitet hatte. Boer sei nicht nur aktives Mitglied der Loge, sondern ein Oberbruder.
Anschließend wurde de Boer Stabsleiter der Kreisbauernschaft in Wesermünde und führte den SA-Sturm 12/411.